# لی دویهونگ
لی دویهونگ (چینی: 李对红؛ زادهٔ ۲۵ ژانویهٔ ۱۹۷۰) تیرانداز اهل چین است.
وی در مسابقات کشوری و بین‌المللی در مجموع برندهٔ ۱ مدال طلا، ۱ مدال نقره شده‌است.